# Montañas Jenti
Las Montañas [de] Jenti o Hentiy (en mongol: Хэнтийн нуруу, Khentiin uuls) son una pequeña cordillera de la parte central de Asia, que discurre por el noreste de Mongolia, cerca de la frontera con Rusia —parte nororiental del aymag de Töv, mitad norte del aymag de Hentiy, parte oriental del aymag de Selengá y parte noroccidental del aymag de Dornod— y cuyas estribaciones más septentrionales están situadas en el territorio de la Trans-Baikalia rusa, en el krai de Zabaikalie. Las estribaciones suroccidentales de Jenti rodean la capital mongola de Ulán Bator. El punto más alto —el monte Asralt-Jairjan-Uul (гора Асралт-Хайрхан-Уул, 2800 m)—, se encuentra en la parte más alta de la cadena, llamada Pequeño Jenti (Малый Хэнтэй). La cadena se superpone al Área estrictamente protegida de Jan Jenti (de 12 270 km²) e incluye la montaña sagrada de Mongolia, el Burján Jaldún, cerca de la cual nació y, según la leyenda, fue enterrado Gengis Kan (y que desde 2015 es patrimonio de la Humanidad, «Gran Burján Jaldún y su paisaje sagrado»).
La cordillera forma la divisoria entre la vertiente del océano Ártico (cuenca del Yenisei, a través del lago Baikal) y la del océano Pacífico (cuenca del Amur a través de sus fuentes, los ríos Onon y Kerulen). Los principales ríos que se originan en la cordillera son los ya citados Onon (de 1020  km) y Kerulen (de 1254 km), y el Tuul (de 704 km).
Se cree que Gengis Kan encontró un hermoso lugar en las montañas de Jenti, llamado el Gran Tabú o Ij Jorig para los mongoles, donde se sentó y declaró que allí quería ser enterrado. Se sospecha que es el área en la que fue enterrado aunque aún no se ha encontrado dicha tumba.
- Datos: Q748435